# 宮煥
宮煥，江蘇淮南人，清朝政治人物、進士出身。
嘉慶十三年，登進士，改庶吉士，嘉慶十四年，授翰林院編修。